# Skull & Bones
Skull & Bones (hiểu nôm na: Đầu lâu và Xương chéo) là một tổ chức bí mật của hội sinh viên năm cuối cấp tại Viện Đại học Yale ở New Haven thuộc tiểu bang Connecticut. Đây là một trong ba hội kín cùng với Scroll & Key và Wolf's Head thuộc tầng lớp cao cấp lâu đời nhất, mặc dù Yale hiện có hơn 40 hội sinh viên và các câu lạc bộ xã hội có tổ chức đang hoạt động trong khuôn viên trường.
Tổ chức này cũng là một mạng lưới các cựu sinh viên mạnh mẽ, và là mạng lưới ưu tú nhất tại Hoa Kỳ khi nó thực sự tập trung vào cuộc sống sau đại học.
Skull & Bones đã trở thành một tổ chức nổi tiếng với các chủ đề được cho là văn hóa liên quan đến Thuyết âm mưu và cả những cựu sinh viên quyền lực bao gồm cựu tổng thống William Howard Taft, George H. W. Bush và George W. Bush. Hội nhóm vẫn hoạt động cho đến ngày nay, nhưng kết nạp thêm phụ nữ kể từ năm 1991.

## Lịch sử

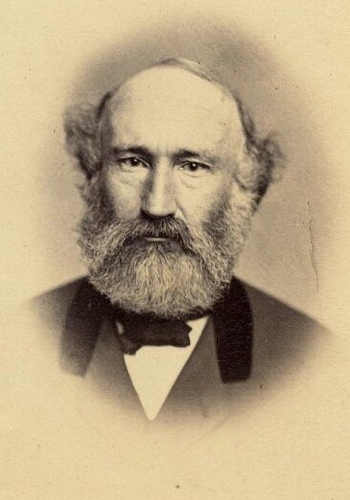
William Huntington Russell, người sáng lập Hội nhóm Skull & Bones và đồng sáng lập Hiệp hội Tín thác Russell. Bức ảnh được đăng trong Album Ảnh của Lớp năm 1833 tại Đại học Yale.

Skull & Bones được thành lập vào năm 1832 sau một cuộc tranh cãi về cuộc bầu cử giữa các hội sinh viên tranh luận tại trường Đại học Yale là Linonia Society, Brothers in Unity và Calliopean Society với Phi Beta Kappa (ΦΒΚ) của mùa giải. Vào thời điểm đó, các tổ chức huynh đệ kín tiếng như Masons đang thịnh hành ở Hoa Kỳ, sự nổi tiếng và quyền lực đã tạo ra phản ứng dữ dội giữa những người phẫn nộ với chủ nghĩa tinh hoa tại trường. Sự chống đối với hội Mason phát triển mạnh mẽ đến mức Phi Beta Kappa, là hiệp hội danh dự học thuật quốc gia đã bị xa lánh bằng cách từ bỏ lời thề giữ bí mật của chính họ. Bị xúc phạm như vậy, William Huntington Russell đã quyết định đáp trả bằng cách thành lập một hội bí mật hơn.
Russell và người bạn của ông là Alphonso Taft (bố của William Howard Taft) đồng sáng lập ra hội nhóm ban đầu với tên "Câu lạc bộ Eulogian". Các nguồn tin phỏng đoán rằng Russell được truyền cảm hứng từ một hội huyền bí mà ông đã đến thăm ở Đức. Quay trở lại trường, ông sử dụng tổ chức này, trong đó giữ kín bí mật là điều tối kị quan trọng như một bản thiết kế cho riêng ông.
Các thành viên cao cấp đầu tiên bao gồm Russell, Taft và mười hai thành viên khác. Câu lạc bộ cũng có các tên gọi khác như "Order of the Skull & Bones", "The Order", "Order 322" và "Hội Anh em Tử thần".
Nguồn quỹ của hội nhóm và việc giám sát các thành viên được quản lý bởi tổ chức doanh nghiệp là Hiệp hội Tín thác Russell (Russell Trust Association - RTA) chính là cựu sinh viên Russell được thành lập vào năm 1856, và cái tên "Bones" được gán cho tổ chức quỹ này. Doanh nghiệp được thành lập bởi William Huntington Russell và Daniel Coit Gilman là một thành viên của hội nhóm.
Lần đầu tiên câu chuyện về hội nhóm bí mật Skull & Bones được xuất bản năm 1871 bởi tác giả Lyman Bagg mô tả, trong cuốn sách Bốn năm tại Yale của ông lưu ý rằng:
"bí ẩn hiện đang tồn tại, sự tồn tại của nó tạo thành một bí ẩn lớn mà những câu chuyện phiếm ở trường đại học để thảo luận mà không bao giờ cảm thấy mệt mỏi".

Brooks Mather Kelley thì cho rằng mối quan tâm đến các xã hội cấp cao của Yale là do các thành viên lớp dưới của sinh viên năm nhất, năm hai và các hội nhóm thuộc lớp cơ sở trở lại trường vào những năm tiếp theo có thể chia sẻ thông tin về các nghi lễ xã hội; trong khi những sinh viên năm cuối tốt nghiệp với kiến thức của họ về như vậy, ít nhất là một bước đi để ra khỏi cuộc sống trong khuôn viên trường. Hội nhóm này lựa chọn các thành viên mới trong số các sinh viên vào mỗi mùa xuân, như một phần của "Tap Day" tại Đại học Yale, và họ đã làm như vậy kể từ năm 1879.
Bonesman William F. Buckley dẫn đầu một nhóm đã kiện để ngăn chặn việc tiếp nhận phụ nữ vào hội vào năm 1991. Mặc dù những nam sinh gốc Phi được nhận vào hội từ năm 1965, RTA vẫn kiên quyết phản đối vụ việc. Sau khi lớp năm 1991 khai thác bảy phụ nữ cho lớp 1992, RTA bắt đầu thay đổi ổ khóa trên "Lăng mộ". Các thành viên sau đó đã bỏ phiếu qua thư, 368-320 để cho phép nữ giới tham gia. Nhưng sau đó Buckley và nhóm của ông nhận được lệnh cấm tạm thời chống lại hành động này. Vụ kiện cuối cùng đã đổ bể và những nữ sinh đầu tiên được tham gia vào năm 1992.
Kể từ khi xã hội bao gồm phụ nữ vào đầu những năm 1990, Skull & Bones lựa chọn mười lăm nam sinh và nữ sinh thuộc lớp cơ sở tham gia vào tổ chức. Các cựu thành viên sẽ "khai thác" những người mà họ coi là thuộc quyền lãnh đạo trường và những nhân vật đáng chú ý khác cho tư cách thành viên của họ. Hội kín giám sát việc tuân thủ truyền thống và thực hiện các thay đổi đối với các quy chế. Các "tộc trưởng" thỉnh thoảng hỗ trợ tuyển dụng thành viên mới và hơn hết là hình thành một mạng lưới những người có ảnh hưởng. Skull & Bones hiện có khoảng 800 thành viên còn sống.
Vào năm 2015, trên trang Business Insider báo cáo rằng trong tổng số 41 hội sinh viên thuộc Đại học Yale, thì Skull & Bones được xếp hạng thứ năm theo tổng tài sản với 4,129,936 đô la Mỹ. Hội nhóm này có lượng của cải đáng kể, phần lớn thu được thông qua các khoản tài trợ ban đầu và đã được duy trì thông qua các khoản quyên góp tự nguyện từ các thành viên.

## Biểu tượng

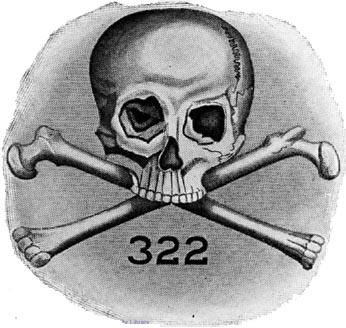
Biểu tượng của Skull & Bones

Skull & Bones sử dụng huy hiệu cho hội nhóm là biểu tượng một chiếc hộp sọ người chết và hai khúc xương chéo bên dưới. Con số 322 được khắc họa dưới biểu tượng.
Theo một giả thuyết, thì nhiều người tin rằng con số 322 tượng trưng cho cái năm hội nhóm được thành lập là năm 1832, và hai ngày cuối cùng tượng trưng cho sự thật rằng tình anh em này được thành lập như một nhánh của tổ chức người Đức. Một số nhà nghiên cứu coi Hội Thule là vòng tròn bên trong của tổ chức bí mật này.
Một bức thư giữa các thành viên hội nhóm lúc sơ khai trong kho lưu trữ tài liệu của Viện Đại học Yale cho rằng "322" là tham chiếu đến năm 322 trước Công nguyên và các thành viên đo niên đại bắt đầu từ năm này thay vì từ thời đại thông thường.
Vào năm 322 trước Công nguyên, Chiến tranh Lamian kết thúc với cái chết của nhà hùng biện Demosthenes và đây là một khoảnh khắc chứng kiến người Athen cổ đại buộc phải giải tán chính phủ của họ và bắt đầu chuyển đổi từ dân chủ sang chế độ chuyên quyền, theo đó chỉ những người sở hữu 2,000 drachmas trở lên mới có thể là công dân. Nó ám chỉ niềm tin của hội này rằng nước Mỹ nên tuân theo và giao trách nhiệm của chính phủ dành riêng cho những người giàu có. Các tài liệu trong "Lăng mộ" được cho là có niên đại "Anno-Demostheni".

## Quy tắc hoạt động
Quy tắc mà các thành viên Skull & Bones phải thực hiện không được công khai. Chỉ một số kết luận có thể được rút ra từ hành vi và một số dấu hiệu có thể được giải thích.
- Yêu cầu thiết yếu là tính bảo mật. Không có điều gì được phép tiết lộ về các vấn đề nội bộ của tổ chức và đặc biệt là về những gì được thảo luận nội bộ trong các vấn đề riêng tư, nghề nghiệp của các thành viên. Đây là lý do của một hội kín.
- Trong mỗi lần gia nhập mới, mười lăm thành viên phải tiết lộ bản thân với nhau và kể lại cuộc sống trước đây của họ. Một phạm vi thân mật tập thể được tạo ra.
- Nội bộ có nghĩa vụ giúp đỡ nhau trong sự nghiệp.

## Thành viên

### Tư cách thành viên

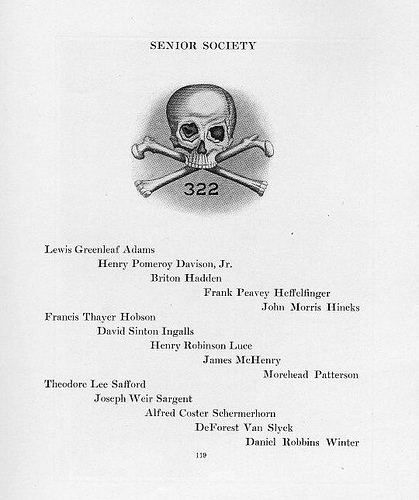
Danh sách các thành viên "Bonesmen" lớp năm 1920 của Skull & Bones, bao gồm hai người sáng lập Tạp chí TIME là Briton Hadden và bạn học Henry Robinson Luce.

Các thành viên của hội Skull & Bones được gọi chung là "Bonesmen", "Thành viên của mệnh lệnh" hay "Người khởi xướng mệnh lệnh".
Mỗi năm, mười lăm người ưu tú nổi trội tại Yale được mời tham gia hội Skull & Bones. Tên của họ được xuất bản trên Rumpus - tờ báo lá cải của Yale. Từ sau năm 1982, không có danh sách chính thức được công bố và tư cách thành viên cho những năm sau đó là suy đoán. Một số nguồn tin tức đã gọi hội kín như một tầng lớp quyền lực.
Giống như các câu lạc bộ xã hội cao cấp khác của Đại học Yale, tư cách thành viên của Skull & Bones hầu như chỉ giới hạn thành viên ở nam giới theo đạo Tin lành da trắng trong phần lớn lịch sử của hội nhóm. Trong khi bản thân Yale có các chính sách loại trừ nhắm vào các nhóm dân tộc và tôn giáo cụ thể, các hội sinh viên cao cấp thậm chí còn loại trừ nhiều hơn. Trong khi một số người Công giáo có thể tham gia các nhóm như vậy, thì Người Mỹ gốc Do Thái thường không được gia nhập.
Một số nhóm bị loại trừ này cuối cùng đã gia nhập Skull & Bones bằng cách gia nhập vào thể thao, thông qua việc hội nhóm sử dụng các vận động viên nổi bật. Các cầu thủ bóng đá ngôi sao được "khai thác" cho Skull & Bones bao gồm cầu thủ Do Thái đầu tiên (Al Hessberg, lớp năm 1938) và cầu thủ người Mỹ gốc Phi (Levi Jackson, lớp năm 1950, ông đã từ chối lời mời gia nhập Hội Berzelius trước đó).

### Biệt danh
Thành viên mới của Skull & Bones được gán những cái tên bí mật mà chỉ các thành viên của họ biết họ là ai. Một số người nhận được tên truyền thống, biểu thị chức năng hoặc trạng thái tồn tại, nhiều cái tên được chọn lấy từ văn học. Những người khác là những người được thụ hưởng, họ được lựa chọn những cái tên mà người tiền nhiệm muốn truyền lại. Những người duy trì còn sót lại được chọn tên riêng của họ.
Cái tên "Long Devil" được gán cho thành viên cao cấp nhất; "Boaz" (viết tắt của Beelzebub) dành cho bất kỳ thành viên nào là đội trưởng bóng đá. Trong khi đó, "Magog" theo truyền thống được gán cho Bonesman mới đến được coi là có nhiều kinh nghiệm tình dục nhất, và "Gog" là thành viên mới có ít trải nghiệm. Việc chấp nhận các tên tôn giáo không phải là một đặc thù, nhưng phổ biến trong nhiều hội kín và cộng đồng tôn giáo.
- William Howard Taft: Magog
- F. O. Matthiessen: Little Devil (Quỷ nhỏ)
- Averell Harriman: Thor
- Henry Luce: Baal
- Briton Hadden: Caliban
- Archibald MacLeish: Gigadibs
- McGeorge Bundy: Odin
- Potter Stewart: Crappo
- William F. Buckley: Cheevy
- Charles Seymour: Machiavelli
- Donald Ogden Stewart: Hellbender
- George W. Bush: Temporary
- HC Niemann: Paxton

### Các "Bonesmen" nổi bật
Trong số các cựu sinh viên nổi bật có cựu tổng thống và Chánh án William Howard Taft (con trai của người sáng lập); các cựu tổng thống của gia tộc Bush là George H.W. Bush và George W. Bush; Chauncey Depew là chủ tịch Hệ thống Đường sắt Trung tâm New York và là Thượng nghị sĩ Hoa Kỳ từ New York; Juan Terry Trippe là người sáng lập kiêm Giám đốc điều hành của Hãng hàng không Thế giới Pan American (Pan Am); Joseph Gibson Hoyt là hiệu trưởng đầu tiên của Đại học Washington tại St. Louis; Các Thẩm phán Tòa án Tối cao Morrison R. Waite và Potter Stewart; James Jesus Angleton là nội gián của Cục Tình báo Trung ương (CIA); Henry Stimson là Bộ trưởng Chiến tranh Hoa Kỳ (1940–1945); Robert A. Lovett là Bộ trưởng Bộ Quốc phòng Hoa Kỳ (1951–1953); William B. Washburn là Thống đốc Bang Massachusetts(1872-1874); và Henry Luce là người sáng lập và nhà xuất bản của tạp chí TIME, Fortune và Sports Illustrated.
Trong đó, John Kerry là cựu Ngoại trưởng Hoa Kỳ và cựu Thượng nghị sĩ Hoa Kỳ; Stephen A. Schwarzman là người sáng lập Tập đoàn Blackstone; Austan Goolsbee là Chủ tịch Hội đồng Cố vấn Kinh tế trong thời cựu tổng thống Barack Obama; Harold Stanley là đồng sáng lập Morgan Stanley; và Frederick W. Smith là người sáng lập FedEx đều được cho là thành viên trong hội nhóm này.

## Cơ sở vật chất

### "Lăng mộ"

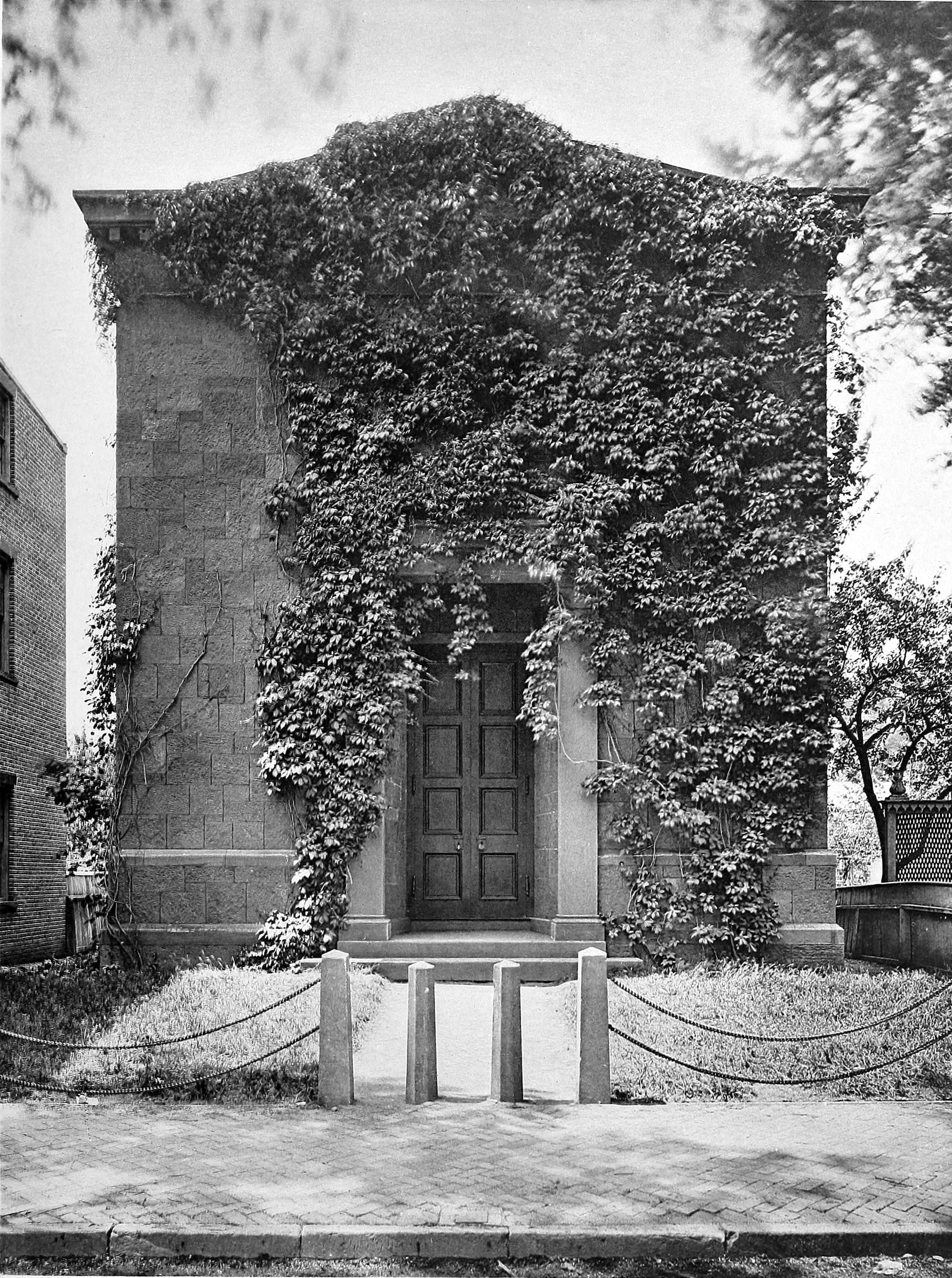
gian nhà đầu tiên của một tòa nhà trước khi được mở rộng, ảnh chụp năm 1879

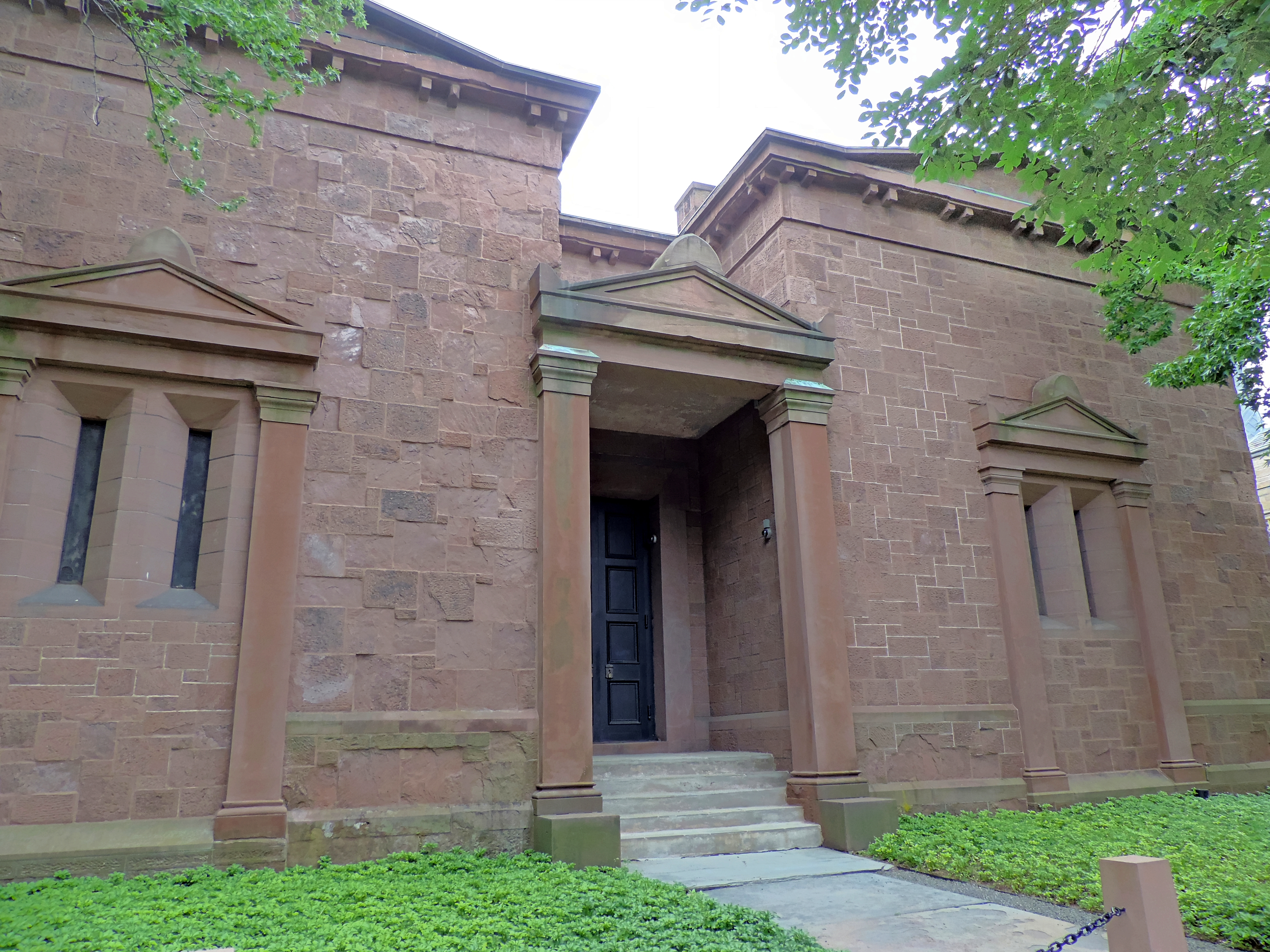
Tòa nhà được gọi là "Lăng mộ" bảo vệ bằng một ổ khóa. Tòa nhà sau khi hoàn thành

Skull & Bones đã sử dụng tòa nhà này và các thành viên gọi nó là "Lăng mộ" (The Tomb). Tất cả những gì diễn ra bên trong tòa nhà này không được phép tiết lộ ra bên ngoài và nó là bí mật như một lời tuyên thệ giữa các thành viên với nhau.
Tòa nhà tọa lạc tại số 64 High Street trong khuôn viên Đại học Yale ở New Haven, Connecticut. Được xây dựng làm ba giai đoạn: Một đại sảnh kiểu kiến trúc Ai Cập-Doric bằng đá nâu hùng vĩ giống như một lăng mộ, tòa nhà được xây thêm gian thứ hai vào năm 1903 và một tòa tháp với lối kiến trúc tân gothic vào năm 1912. Mặt tiền tòa nhà được xây dựng theo kiến trúc "Triptych". Lối kiến trúc ngôi đền ba cửa này tồn tại ở hầu hết mọi nền văn hóa cổ đại trên thế giới, với cửa ở giữa rộng hơn và cao hơn so với hai cửa ở hai bên.
Tòa nhà đã bị một hội sinh viên đối thủ là Order of File & Claw đột nhập vào năm 1876, vì những bức tường không có cửa sổ của và chúng được phủ bằng màu nhung đen và đỏ với các biểu tượng ngôi sao năm cánh rất thịnh hành.
Kiến trúc sư xây dựng tòa nhà này là Alexander Jackson Davis và Henry Austin. Nhà sử học kiến trúc Patrick Pinnell đã bao gồm một cuộc thảo luận chuyên sâu về tranh chấp về danh tính của kiến trúc sư ban đầu trong lịch sử khuôn viên trường Yale vào năm 1999. Pinnell suy đoán rằng việc sử dụng lại phần đỉnh do Davis xây vào năm 1911 cho thấy vai trò của Davis trong tòa nhà ban đầu và ngược lại, Austin chịu trách nhiệm về các cổng bằng đá nâu có kiến trúc tương tự được xây dựng vào năm 1845.
Pinnell cũng thảo luận về vị trí thẩm mỹ của tòa nhà trong mối quan hệ với các khu vực láng giềng, bao gồm Phòng trưng bày Nghệ thuật thuộc Đại học Yale. Vào cuối những năm 1990, các kiến trúc sư cảnh quan của New Hampshire là Saucier và Flynn đã thiết kế hàng rào sắt rèn bao quanh một phần của khu phức hợp tòa nhà.

### Đảo Hươu

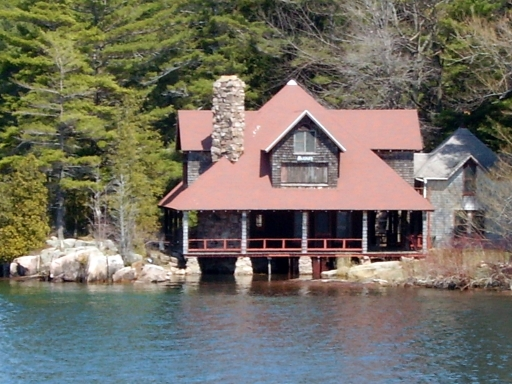
Đảo Deer nhìn từ bên ngoài

Hội Skull & Bones cũng sở hữu Đảo Deer, hòn đảo là một khu nghỉ dưỡng rộng 40 mẫu Anh trên Sông Saint Lawrence. Hòn đảo thuộc một trong những quần thể đảo Ngàn, có diện tích 162,000 m² cách vịnh Alexandria khoảng 3 km về phía bắc giữa hai bang của New York và Ontario (Canada).
Hòn đảo sở hữu hai sân tennis, hai ngôi nhà, một ngôi nhà gỗ, một nhà thuyền và một giảng đường được xây dựng trên đó. Đây từng là một địa điểm thích hợp để tổ chức quần vợt và các cuộc tụ họp xã hội, nhưng hiện nay nơi này được cho là đã rơi vào tình trạng hư hỏng.
Có ít nhất ba tàn tích trên đảo, mỗi một ngôi nhà đều bị cháy rụi, và dường như cấu trúc duy nhất vẫn còn đứng vững là một ngôi nhà gỗ trên mặt nước. Ngay cả bản thân những Bonesmen thường kín tiếng nói về bí mật, họ cũng thừa nhận hòn đảo là một sự thất vọng khi nói rằng: "Đó là một bãi rác, nhưng nó rất đẹp."

## Bí ẩn

### Bị cáo buộc trộm hộp sọ của Geronimo

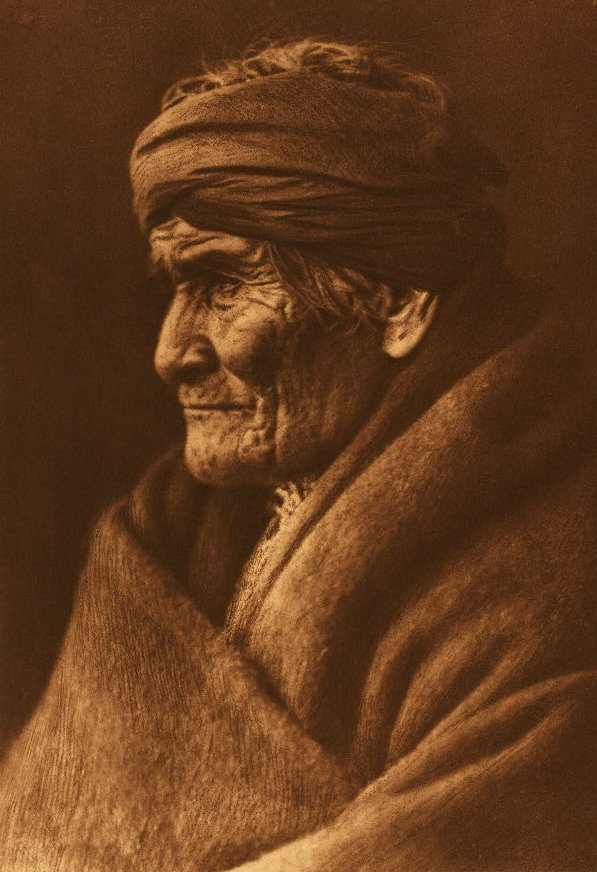
Geronimo là nhà lãnh đạo nổi tiếng nhất trong số các chiến binh tộc Apache của người Mỹ bản địa.

Một trong những tổ chức có truyền thuyết lâu đời nhất là liên quan đến chiếc hộp sọ của chiến binh Apache Geronimo, người đã chết vào năm 1909 sau hai thập kỷ, làm tù binh tại Fort Sill thuộc tiểu bang Oklahoma.
Theo câu chuyện thì chín năm sau cái chết của Geronimo, các thành viên Skull & Bones đóng quân tại tiền đồn của quân đội đã đào mộ của chiến binh Người Mỹ da đỏ và lấy trộm hộp sọ của ông rồi bỏ trốn, cũng như một số hài cốt và di vật cá nhân khác. Sau đó, họ đem những di vật còn lại đến New Haven. Và được cho là họ đã cất giấu chiếc hộp sọ Geronimo tại địa điểm của tổ chức bí mật này. Nó được kể rằng đội trộm phần mộ gồm sáu thành viên kể cả Prescott Bush từng là quân lính tình nguyện tại Fort Sill trong Thế chiến thứ nhất. Tất cả những điều này chỉ có thể là suy đoán, khi các thành viên Skull & Bones tuyên thệ không bao giờ tiết lộ những gì diễn ra bên trong "Lăng mộ".
Năm 1986, cựu chủ tịch San Carlos Apache, Ned Anderson, nhận được một lá thư ẩn danh kèm theo một bức ảnh và một bản sao của một cuốn sổ ghi chép rằng Skull & Bones giữ hộp sọ. Anh đã gặp các quan chức của hội Skull & Bones về tin đồn. Luật sư của tổ chức này là Endicott P. Davidson đã phủ nhận việc nhóm giữ hộp sọ, và nói rằng sổ cái năm 1918 là một trò lừa bịp. Hội kín này đã đề nghị Anderson một chiếc tủ kính có chứa thứ có vẻ là hộp sọ của một đứa trẻ, nhưng Anderson từ chối.
Năm 2006, Marc Wortman phát hiện ra một bức thư năm 1918 từ thành viên Winter Mead của Skull & Bones gửi cho F. Trubee Davison khai nhận hành vi trộm cắp:
Hộp sọ của Geronimo the Terrible xứng đáng được câu lạc bộ của các bạn khai quật từ lăng mộ của nó tại Pháo đài Sill bởi câu lạc bộ và Hiệp sĩ Haffner giờ đây đã an toàn bên trong Lăng mộ, cùng với xương đùi, vết cắn và sừng yên ngựa của ông ta.

"Ngôi mộ thứ hai của Geronimo" đề cập đến việc xây dựng tòa nhà trong khuôn viên Đại học Yale mà Hội Skull & Bones sử dụng. Nhưng Mead không có ở Fort Sill, và giáo sư lịch sử Đại học Cameron David H. Miller đã lưu ý rằng phần mộ của Geronimo không được đánh dấu vào thời điểm đó. Tiết lộ này đã khiến Harlyn Geronimo ở Mescalero thuộc bang New Mexico, đã viết thư cho cựu Tổng thống George W. Bush (cháu của Prescott Bush) yêu cầu ông giúp đỡ trong việc trao trả hài cốt:
Theo truyền thống của chúng tôi với những hài cốt thuộc loại đặc biệt, hiện ở trong tình trạng khi ngôi mộ bị tàn phá [...] cần phải được cải táng với các nghi lễ thích hợp [...] để trả lại phẩm giá cho linh hồn tổ tiên của chúng tôi được yên nghỉ.

Vào tháng 2 năm 2009, có khoảng 20 hậu duệ tổ tông của Geronimo đã đệ đơn kiện tổ chức bí mật này, Đại học Yale và các thành viên của chính phủ Hoa Kỳ (bao gồm cả Barack Obama), kêu gọi trao trả hài cốt của tổ tiên họ từ New Haven, Fort Sill và "bất cứ nơi nào khác có thể được tìm thấy."
Trong khi đó, Cựu Bộ trưởng Tư pháp Hoa Kỳ Ramsey Clark, người đại diện cho gia tộc của Geronimo đệ đơn kiện một số bên, bao gồm Robert Gates và hội kín này, yêu cầu trả lại hài cốt của Geronimo.
Một bài báo trên New York Times nói rằng Clark "thừa nhận rằng ông không có bằng chứng cứng rắn nào cho thấy câu chuyện là thật." Các nhà điều tra, bao gồm người viết tiểu sử Gia tộc Bush là Kitty Kelley và bút danh Cecil Adams nói rằng câu chuyện là hoàn toàn sai sự thật. Một phát ngôn viên quân đội từ Fort Sill nói với Adams, "Không có bằng chứng cho thấy xương ở đâu ngoài khu mộ."
Jeff Houser, chủ tịch bộ lạc Fort Sill Apache, không thoải mái với vụ kiện và không muốn di tích người bản địa bị làm phiền. Vì tộc Apaches là dân du mục nên Houser cũng phản đối ý kiến rằng Apache theo truyền thống được chôn cất tại quê hương của họ.
Trong Thư điện tử đăng tải sau những cáo buộc, phát ngôn viên Tom Conroy thuộc Đại học Yale đã viết rằng: "Yale không sở hữu hài cốt của Geronimo. Yale cũng không sở hữu tòa nhà hiện Skull & Bones làm nơi tổ chức hoặc tài sản mà họ đang giữ, Yale cũng không có quyền truy cập vào tài sản của họ hay tòa nhà." Những nỗ lực tiếp cận các thành viên của Skull & Bones để nêu ý kiến đều vấp phải sự im lặng.

### Chi nhánh của một hội kín tại Đức
Trước khi thành lập câu lạc bộ Skull & Bones, Russell trước đó đã dành một năm học tại một trường đại học của Đức. Vào đầu những năm 1980, giáo sư Antony C. Sutton đã sử dụng kết hợp thông tin miền công cộng (chẳng hạn như niên giám của Yale) và các tài liệu chưa được phát hành trước đó đã đề cập việc Russell có mặt ở Berlin.
Việc trúng tuyển của Russell tại Đại học ở Đức không thể được chứng minh dựa trên cơ sở trúng tuyển ở Berlin. Bởi vì không có gì cụ thể được biết về điều này, có rất nhiều cơ sở để phỏng đoán rằng Skull & Bones là một phân khu của Mỹ của một hội kín Đức mà Russell đã thành lập. Mặt khác, họ đã xây dựng một thị trường nha phiến bất chính kể từ ngày thành lập vào năm 1832, Russell và RTA nhận được tiền từ đơn hàng từ người anh họ của mình; công việc kinh doanh đến từ việc buôn lậu thuốc phiện.
Tác giả Alexandra Robbins thông báo rằng cô được một "Bonesman" tiếc lộ, cô xác nhận rằng một số bài hát tiếng Đức thỉnh thoảng được hát tại các cuộc tụ họp của Bonesman, bao gồm cả những bài hát của người Đức, nhưng với lời ca khác nhau, và cũng là lý do bởi vì những giai điệu đến từ Joseph Haydn. (giai điệu đã được biết đến như một bài thánh ca trong nhiều hội thánh Tin lành tại Hoa Kỳ.) Theo đó, Russell là thành viên của một hội sinh viên ở Đức.
Theo các điều kiện của Nghị định Carlsbad năm 1819, cuộc sống của hội sinh viên phải diễn ra ít nhiều bí mật là tùy thuộc vào chỉ thị của chính quyền địa phương. Đó là điều duy nhất có thể chỉ ra một "hội kín" tại Đức.
Dưới dạng danh sách của Hiệp hội lâu đời nhất tại Đức là Kösener (Kösener Senioren-Convents-Verband - KSCV), hội kín đã có phần lớn danh sách đầy đủ và được công bố về các thành viên của tất cả các quân đoàn trong nửa đầu thế kỷ 19. Hiện Russell không được liệt kê trong danh sách Hiệp hội Kösener có liên quan từ năm 1798–1910, do đó, tư cách thành viên của Skull & Bones bị cáo buộc chỉ mang tính giả thuyết cao.

## Trộm cắp vặt
Skull & Bones cũng nổi tiếng ăn cắp vặt các vật kỷ niệm từ các hội sinh viên khác tại Trường Đại học Yale, các vật dụng từ các tòa nhà trong khuôn viên trường. Các thành viên này bị tố cáo gọi là thực hành của "kẻ gian" và cố gắng vượt qua "kẻ gian" khác lẫn nhau.

## Thuyết âm mưu
Với hình ảnh xấu xa, tư cách thành viên hùng hậu và các nghi thức khai giảng bí mật, vô số thuyết âm mưu mâu thuẫn đã nảy sinh tuyên bố. Skull & Bones đã bị đổ lỗi cho mọi thứ rằng hội kín này là một phần của tổ chức ánh sáng toàn cầu mờ ám, hoặc trong sự kiểm soát của CIA, hay chỉ đơn giản là chuẩn bị cho các nhà lãnh đạo được bí mật lựa chọn trên thế giới.

### Cục tình báo trung ương
Skull & Bones, đã truyền cảm hứng cho các thuyết âm mưu nham hiểm kể từ khi thành lập vào năm 1832. Một số người tin rằng tổ chức bí mật này đã kiểm soát Cơ quan Tình báo Trung ương Mỹ (viết tắt là CIA). Vẫn còn những ý kiến trái chiều đổ lỗi cho hội kín này về các Vụ ám sát John F. Kennedy.
Vào năm 1945, sau khi chiến tranh kết thúc, Cục tình báo trung ương đã tuyển dụng rất nhiều tại tất cả các trường thuộc Liên đoàn Ivy. Những giả thuyết đó đã nhận được sự giúp đỡ từ ít nhất một trong những thành viên nổi tiếng của hội nhóm là James Jesus Angleton, ông là người đứng đầu lực lượng phản gián CIA trong gần hai thập kỷ từ năm 1954 đến năm 1975. Trong khi đó George H.W. Bush giữ chức vụ Giám đốc CIA, từ tháng 1 năm 1976 đến tháng 1 năm 1977. Bản thân cơ quan mật vụ không chỉ là chủ đề của các thuyết âm mưu mà còn được chứng minh là đã tham gia vào các cuộc lật đổ chính phủ ở nước ngoài.
Trong những ngày cuối cùng trên cương vị tổng thống Bush thứ 41 vào năm 1992, ông đã ân xá cho người bị kết án là giám đốc cơ quan bí mật của CIA, bảo vệ ông ta khỏi 5 năm tù do hậu quả của vụ bê bối lớn nhất của chính quyền Reagan là Vụ bê bối Iran–Contra trái phép. George H.W. Bush đã xóa bỏ thêm ba lời nhận tội và hai phiên tòa đang chờ điều tra, trong số các bị cáo là hai quan chức CIA cấp cao khác bao gồm cả một trường hợp mà ông sẽ là nhân chứng đáng kể. Do mối liên hệ giữa Yale hoặc Skull & Bones và CIA thông qua Bush, người ta mất dấu thực tế rằng bản thân các thành viên của hội có thể là đối tượng quan sát và bị nghi ngờ.

### Hội Tam Điểm
Xung quan câu chuyện khi William H. Russell là sinh viên tại Yale, lập ra Order of Skull & Bones sau khi đến thăm một hội kín huyền bí ở Đức. Bí ẩn đó đã dẫn đến những cáo buộc về ác ý. Đứng đầu trong số các nhà phê bình là Antony Sutton, một nhà sử học đã viết một cuốn sách về Skull & Bones vào năm 1986, có tên là Sự thành lập bí mật của nước Mỹ (America's Secret Establishment) đã trở thành một cái gì đó rất hấp dẫn cho các lý thuyết âm mưu. Cuốn sách cho rằng các gia đình thuộc dòng dõi cũ của hội nhóm này đang cố gắng biến nước Mỹ thành một quốc gia do các "Bonesmen" điều hành. Tuy nhiên, tất cả mọi người được phỏng vấn cho bài báo này đều không đồng ý với luận điểm của ông.

### Thuyết Satan huyền bí
Ngoài việc trình bày mạng lưới các mối quan hệ được tạo ra bởi mệnh lệnh và các kết luận và giả định dựa trên nó, các nỗ lực cũng được thực hiện để chứng minh các cáo buộc cụ thể (thuyết huyền bí, thuyết satan), tất nhiên dẫn đến tin đồn được lan truyền mà không có thông tin đáng tin cậy.
Vào ngày 21 tháng 4 năm 2001, một nhà báo người Mỹ là Ron Rosenbaum cho rằng ông đã ghi lại một đoạn video về nghi lễ nhập môn đầy thô tục và mô tả bạo lực bằng một camera hồng ngoại ẩn. Nó chỉ ra rằng thủ tục không khác gì các nghi thức tương tự của trẻ sơ sinh. Trong quá trình bắt đầu, những thành viên mới đến được yêu cầu hôn chiếc hộp sọ trong khi các thành viên khác của cộng đồng hét lên nhiều lời tục tĩu khác nhau.
Cũng theo điều này thì Alexandra Robbins (tác giả của Cuốn sách Bí mật của ngôi mộ: Skull & Bones, Ivy League, và những con đường quyền lực tiềm ẩn - Secrets of the Tomb: Skull and Bones, the Ivy League, and the Hidden Paths of Power) phản bác ý kiến và coi vấn đề này giống như một trò nhại, nếu không phải là một sự lừa dối có chủ ý để "xóa sổ" Rosenbaum.

## Liên kết các nghi vấn
Vì những nhận định riêng biệt không đủ để xác nhận sự nghi ngờ tổng thể về một âm mưu của thế giới, chúng được liên kết với nhau theo cách tương tự như một phiên tòa tình huống. Tuy nhiên, hầu hết các bằng chứng sẽ không thể "sử dụng được tại tòa án" hoặc có thể thu thập được về mặt khoa học, vì vậy Skull & Bones thường được gán với những tin đồn, tài liệu, ý nghĩa của chúng không nhất thiết chỉ ra một âm mưu hoặc thông tin sai lệch.
Thay vì cố gắng chứng minh tính hợp lệ của bằng chứng tình huống, sự nghi ngờ đã tăng lên trong những năm qua. Bất cứ điều gì phù hợp với giả thuyết về một âm mưu thế giới đều bị nghi ngờ. Nó không được kiểm tra xem các chỉ báo có tạo thành một kết nối hay không. Nhưng những gì cần chứng minh được giả định trước.

## Vấn đề truyền thông
Những người khởi xướng gia nhập Tổ chức bí mật này đã gây ra tranh cãi và ồn ào khi được hỏi về việc họ gia nhập. Nhà kinh tế học Austan Goolsbee từ chối trả lời các câu hỏi khi được hỏi về việc gia nhập và việc tổ chức một cuộc họp của những người đồng tu vào The Order vào năm 1991 bên trong Nhà Trắng.
Vào ngày 17 tháng 8 năm 2000, một cuộc phỏng vấn với Tổng thống George W. Bush gây ra tranh cãi liên quan đến việc ông bắt đầu nhập Skull & Bones. Tạp chí Time đã hỏi liệu Tổng thống có gặp rắc rối gì không khi ông ấy bắt đầu vào Hội trong khi còn là một thanh niên. Tổng thống Bush trả lời: "Không hề e ngại. Tôi đã rất vinh dự."
Trong chiến dịch tranh cử Tổng thống Hoa Kỳ thứ 43 vào ngày 2 tháng 8 năm 2004, nhà báo kiêm luật sư Tim Russert trên chương trình truyền hình Meet The Press đã hỏi cả Tổng thống Bush và John Kerry về tư cách thành viên của họ trong Hội nhóm Skull & Bones, và sau đó Tổng thống đã trả lời: "Nó quá bí mật, chúng tôi không thể nói về nó.", cũng như John Kerry trả lời rằng "Bạn đang cố gắng để tống khứ tôi khỏi đây ư?".